# Escapado
Escapado est un un groupe allemand de hardcore mélodique, originaire de Flensbourg et Kiel, actif entre 2002 et 2011.

## Histoire
À la fin de l'été 2002, le groupe de Husum Quaint, composé de Helge Jensen (chant), Jan Misdorf (guitare), Sebastian Henkelmann (basse, chant) et Christoph Voss (batterie), se rebaptise Escapado, afin de marquer clairement son évolution musicale vers le punk hardcore. Jusqu'à l'été 2003, d'anciens morceaux de Quaint sont toutefois jouées lors des concerts. En décembre 2002, Escapado enregistre un CD démo intitulé Lass' deiner Sehnsucht, au cours duquel le groupe donne plusieurs concerts, principalement dans le Schleswig-Holstein. Cet événement attire l'attention des deux labels DIY locaux Zeitstrafe et Alerta Antifascista sur Escapado, qui publient ensuite ensemble le premier vinyle et LP Hinter den Spiegeln,,.
Le premier vinyle éponyme est enregistré en automne 2003 avec Hauke Albrecht et Nils Mommsen au studio Plan12 à Norstedt, près de Husum. Un tirage unique de 510 exemplaires est pressé. Après la sortie du vinyle, le groupe donne des concerts en Allemagne ; Sebastian Henkelmann passe à la guitare après l'arrivée de Lars Nissen à la basse en avril 2004, de sorte qu'Escapado se retrouve à cinq. C'est dans cette formation que le LP Hinter den Spiegeln est enregistré en août 2004, à nouveau au studio Plan12 et avec Hauke Albrecht aux manettes. Le LP sort en janvier 2005, d'abord exclusivement en vinyle, puis quelques mois plus tard en CD avec les morceaux du vinyle en bonus. En septembre 2005, le guitariste Jan Misdorf quitte le groupe. Escapado continue comme quatuor.
En août 2006, les enregistrements du deuxième album commencent en collaboration avec Hauke Albrecht et se prolongent jusqu'au printemps 2007. En octobre 2006, le bassiste Lars Nissen annonce son départ. Un remplaçant est trouvé en la personne de Gunnar Vosgröne. Le deuxième album, Initiale, sort en 2007 sur le label Grand Hotel van Cleef, mais la version vinyle sort chez Zeitstrafe. Au printemps 2009, le chanteur Helge et le bassiste Gunnar quittent le groupe. Ils sont désormais trois à travailler avec Felix comme bassiste, qui devient également chanteur. Johannes est intégré au groupe comme bassiste en 2010. Le groupe enregistre les morceaux de son troisième album, Montgomery Mundtot, au studio d'enregistrement 45 de Blackmail, qui sort en octobre 2010.
Dans un communiqué, le groupe annonce sa séparation le 22 novembre 2011. Cette même année, le groupe joue au festival Area4. En 2018, le groupe se reforme pour un concert spécial 15 ans d'existence.

## Discographie

### Albums studio
- 2005 : Hinter den Spiegeln (Alerta Antifascista / Zeitstrafe)
- 2007 : Initiale (Grand Hotel van Cleef / Zeitstrafe)
- 2010 : Montgomery Mundtot (Grand Hotel van Cleef)

### EP
- 2002 : Lass deiner Sehnsucht freien Lauf (CD démo)
- 2003 : Escapado 7" (Alerta Antifascista / Zeitstrafe)
- 2006 : Split-7" EP avec Kurhaus (Zeitstrafe)
- 2008 : Split-10" EP (avec Bratze et Peters) (Zeitstrafe)

### Apparitions sur des samplers
- 2004 : Szenario (der Vergangenheit), sur la compilation Kinder spielen Tod (Zeitstrafe)
- 2005 : Syndromsymptom aka Nagel vs. Willi Manilli, sur la compilation The Emo Apocalypse (React With Protest)
- 2005 : Nur der Gedanke, sur le LP Turn It Down (Music Against Nazi-Sub-Culture) (Unterm Durchschnitt)
- 2012 : Wir werden uns noch sehen, sur la compilation My First Candy Cigarette (Zeitstrafe)
- 2012 : Welches Leben?, sur la compilation My First Candy Cigarette (Zeitstrafe)